# Comuna Movilița, Ialomița
Movilița este o comună în județul Ialomița, Muntenia, România, formată din satele Bițina-Pământeni, Bițina-Ungureni și Movilița (reședința).

## Așezare
Comuna se află în extremitatea vestică a județului, la limita cu județul Ilfov, pe malurile râului Colceag (un afluent al Mostiștei. Este străbătută de șoseaua națională DN2, care leagă Bucureștiul de Urziceni. La Movilița, din acest drum se ramifică șoseaua județeană DJ302, care duce spre est și sud la Roșiori, Drăgoești și mai departe în județul Călărași la Belciugatele (unde se termină în DN3); și spre nord la Dridu.

## Demografie
Componența etnică a comunei Movilița
     Români (86,09%)
     Romi (7,79%)
     Alte etnii (1%)
     Necunoscută (5,12%)
Componența confesională a comunei Movilița
     Ortodocși (92,63%)
     Alte religii (1,96%)
     Necunoscută (5,41%)
Conform recensământului efectuat în 2021, populația comunei Movilița se ridică la 2.810 locuitori, în creștere față de recensământul anterior din 2011, când fuseseră înregistrați 2.759 de locuitori. Majoritatea locuitorilor sunt români (86,09%), cu o minoritate de romi (7,79%), iar pentru 5,12% nu se cunoaște apartenența etnică. Din punct de vedere confesional, majoritatea locuitorilor sunt ortodocși (92,63%), iar pentru 5,41% nu se cunoaște apartenența confesională.

## Politică și administrație
Comuna Movilița este administrată de un primar și un consiliu local compus din 11 consilieri. Primarul, Ioan Goga[*], de la Partidul Social Democrat, este în funcție din octombrie 2020. Începând cu alegerile locale din 2024, consiliul local are următoarea componență pe partide politice:
|  | Partid                          | Consilieri | Componența Consiliului | Componența Consiliului | Componența Consiliului | Componența Consiliului | Componența Consiliului |
|  | ------------------------------- | ---------- | ---------------------- | ---------------------- | ---------------------- | ---------------------- | ---------------------- |
|  | Partidul Social Democrat        | 5          |                        |                        |                        |                        |                        |
|  | Partidul Național Liberal       | 3          |                        |                        |                        |                        |                        |
|  | Alianța pentru Unirea Românilor | 2          |                        |                        |                        |                        |                        |
|  | Alianța Dreapta Unită           | 1          |                        |                        |                        |                        |                        |

## Istorie
La sfârșitul secolului al XIX-lea, comuna nu exista, satul Movilița făcând pe atunci parte din comuna Dridu-Sărindarele, iar satele Bițina-Pământeni și Bițina-Ungureni — din comuna Drăgoești-Biținele, ambele aflate în plasa Mostiștea a județului Ilfov. Anuarul Socec din 1925 consemnează aceste sate în comuna Chiroiu-Roșiori din plasa Fierbinți a aceluiași județ, având în total 5325 locuitori. Comuna Movilița a apărut în 1931, având în compunere satele Movilița Nouă, Movilița Veche și Valea Colceagului.
În 1950, comuna a fost transferată raionului Căciulați și apoi (după 1956) raionului Urziceni din regiunea București. În 1968, comuna a revenit la județul Ilfov, reînființat. Tot atunci, satele Movilița Veche, Movilița Nouă și Valea Colceagului au fost unite într-un singur sat cu numele de Movilița, iar comunei i-au fost arondate și satele Bițina-Pământeni, Bițina-Ungureni și Roșiori. În 1981, o reorganizare administrativă regională a dus la transferarea comunei la județul Ialomița.
Satul Roșiori s-a separat în 2004 pentru a forma o comună de sine stătătoare.